# Fort Knox
Fort Knox – instalacja United States Army w stanie Kentucky na południe od Louisville i na północ od Elizabethtown. Baza leży na terenie hrabstw Bullitt, Hardin i Meade. Zajmuje powierzchnię 441 km², na której przebywa codziennie ok. 32 000 ludzi. Na terenie bazy znajdują się instytucje Armii specjalizujące się w wojskach pancernych – szkoła (U.S. Army Armor School) i centrum badawcze (U.S. Army Armor Center). Oprócz tego, w Forcie Knox znajduje się centrum rekrutacji Armii i Muzeum Kawalerii i Czołgów im. Pattona. Oprócz funkcji wojskowych, Fort Knox jest popularny ze względu na znajdowanie się na jego terenie United States Bullion Depository – składu sztabek złota amerykańskiego banku federalnego.